# جدعون باولو دا سيلفا
جدعون باولو دا سيلفا هو لاعب كرة قدم برازيلي، ولد في 16 يوليو 1981 في Jacobina ‏ في البرازيل. لعب مع نادي شافهاوزن.